# 카테콘
카테콘(고대 그리스어: καθῆκον), kathēkon)은 ‘적합한 것’, ‘마땅한 것’이라는 뜻을 지닌 스토아 철학의 용어이다.

## 개요
스토아 철학에서 인간, 인간 외 동물, 식물 등의 다양한 행위는 그 자체에 적합한 것, 적합하지 않은 것, 둘 다 아닌 것(ἀδιάφορα), 세 가지로 나누어진다. 가령, 인간이 배고픔을 없애기 위해 음식을 먹는 행위, 그것도 건강한 음식을 먹는 행위, 상처를 치유하는 행위, 인체에 해를 입지 않게 하는 모든 행위를 카테콘타(καθήκοντα, 카테콘의 복수형)라고 칭할 수 있다.
그러나, 개별 개체에게 적합하다고 해서 그 행위가 도덕적 선인 것은 아니다. 예를 들어, 음식을 나눠 먹으면, 충분하진 않으나 두 사람 모두 생존할 수 있는 상황에 있을 때, 한 사람이 스스로의 배고픔을 완전히 해소할 수 있을 정도로 먹어서 다른 사람이 죽게 된다면, 해당 개체에게는 카테콘이지만, 전체적인 면에서 볼 때는 도덕적 선이라고 볼 수 없다. 따라서, 스토아 철학자들은 개별 개체만이 아닌, 총체적 선과 합치하는 카테콘을 상정하였는데, 이를 카토르토마(κατόρθωμα, katorthōma)―복수는 카토르토마타(katorthōmata)라고 칭한다. 로고스는 물론이고, 행위의 연속성을 공유되는 공간 속에서 일어나는 사건이라고 여겼던 스토아 학파의 철학자들은 카테콘이 세계를 구성하는 현상과 절대라는 두 축에서 전자의 공간을 점유하는 논리 구조의 단면이라고 보았다. 따라서, “카테콘들”이라는 표현과, “카토르토마들”이라는 표현이 생겨날 수 있었다.―라고 한다.

### 카테콘타와 카토르토마타
스토아학파에 속한 학자들은 카테콘타와 카토르토마타를 ‘현상의 영역’과 ‘로고스의 인식’에 관한 논쟁과 접목시켜 논의하였다. 카테콘타는 카토르토마타를 포함하는 개념이나, 철학적으로 단련되지 않은 사람이 스스로에게 적합하며, 그것을 자연의 법칙으로 볼 때 부정할 수 없을 때는 카토르토마타로서 카테콘타가 아니며, 이는 현상적 영역에서 행해지는 ‘마땅한 것’이라고 할 수 있다.
반면, 카토르토마타는 로고스의 인식을 통해 얻어지는 현상 내 후속적인 행동으로서 카테콘으로, 이것은 현상적 차원에서 관찰할 때 적합하지 않은 것으로 정의될 수도 있는데, 그 이유는 카토르토마타가 철학적 사고에 능한 현인에게만 통찰되는 것이기 때문이며, 그렇지 않은 자는 총체적 선 속에서 행해져야 할 카테콘을 인식할 수 없기에 이를 알아차리지 못 하는 것과 관련된다. 키티온의 제논(Ζήνων ὁ Κιτιεύς)은 카토르토마타는 로고스의 영역에 접속할 때 충동되는 것으로, 선택의 여지가 없는 것이라고 하였다. 즉, “아는 자는 무조건 카토르토마를 행한다.”라는 결론을 도출한 것이다.
여기서 카토르토마를 행하는 것은 충분히 다층적인 것으로 이해할 수 있음이 드러난다. 로고스를 구성하는 논리에 대한 접근이 낮은 단계에 있는 자는 카토르토마로서 카테콘을 실행하기보다는, 자신의 생물학적 욕구에 따른 카테콘을 실행할 것이며, 로고스를 구성하는 논리에 대한 접근이 높은 단계에서는 그 행동이 생물학적 욕구에 따른 것이 아닌, 이성적 본성으로 나아가며 카토르토마를 실행하게 될 것이다.

## 카테콘과 행위의 의도성
카테콘과, 이 범주 안에 포함되는 카토르토마는 모두 현상적 차원에서 드러나는 행위이다. 스토아 철학에 따르면, 현상의 영역에서 일어나는 것으로 규정된 것은 결정론적 층위이다. 그러므로 둘 다 결정론적 행위라고 할 수 있다. 예를 들어, 개별 개체 차원에서의 카테콘은 해당 개별 개체가 자유의지적으로 의도해서 행한 것이 아니다. 그것은 그저 자연 법칙의 연속성에 의한 수동적 행위에 불과하다. 마찬가지로, 카토르토마는 로고스의 인식을 통해 얻어진 현상적 행위로, 최종적 선으로 나아가나, 결정론적인 단계를 거친다.
이에 따라 카토르토마는 로고스로 나아가는 성찰, 이성적 사유랑 동일하게 여겨지지는 않는다. 스토아 철학에서 이성적 사유는 로고스로 접속하는 행위로, 현상적 영역에서 벗어난 것이다. 그러나, 이성적 사유의 결과를 통해 얻어진 현상적 행위는 카토르토마로 나아가며, 이성은 로고스를 인식한 개체가 현상에서 절대적 선으로 나아갈 수 있게끔 강제한다.

## 카토르토마와 정치
카토르토마라는 개념은 스토아 학파가 주장하는 정치 이론과 상당한 관계를 지니고 있다. 스토아 철학의 입장에서 ‘선한 정치’를 구현하는 것은 철학적 성찰과 직결된다. 그래야만, 정치인은 개별 개체로서의 카테콘이 아닌, 총체적 선으로서 카토르토마를 행할 수 있고, 카토르토마에 근거한 정치만이 선한 정치라고 할 수 있다. 그리하여 스토아 학파에 속한 철학자들은 정치인을 교육할 때, 로고스를 인식하기 위한 철학적 수련을 강조하였다.